# Field Manager

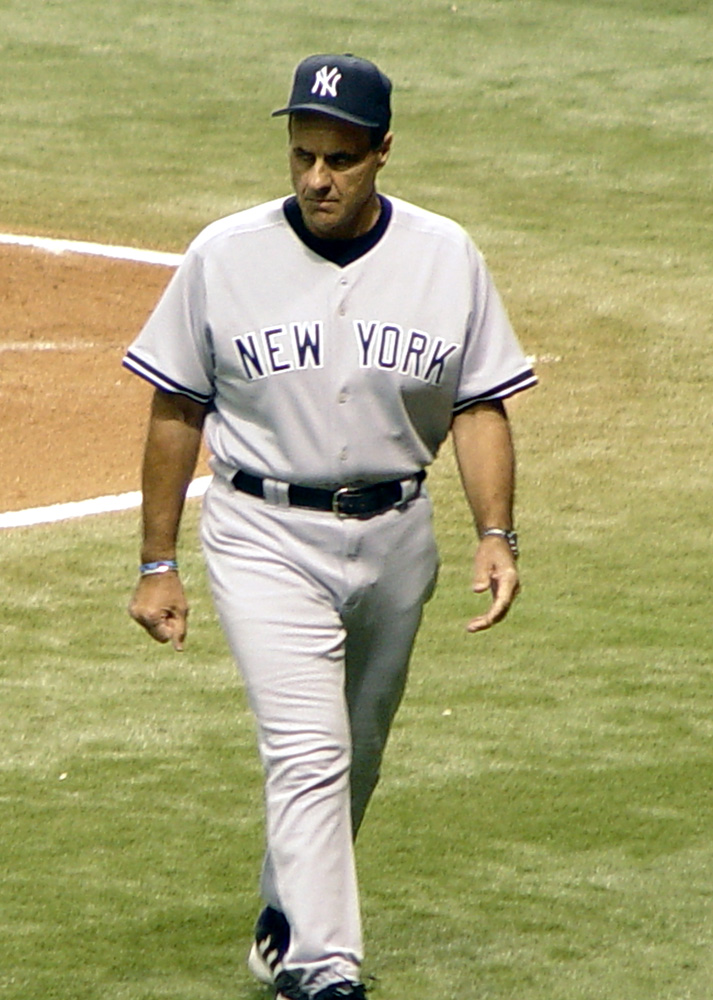
Ein Manager (Joe Torre) während eines Spiels

Als Manager wird im professionellen Baseballsport der Cheftrainer einer Mannschaft bezeichnet. Formell korrekt ist die Bezeichnung Field Manager, die aber im Sprachgebrauch selten genutzt wird. Die Aufgaben des Managers umfassen neben der Ausarbeitung der Spielstrategie vor allem die sportliche und disziplinare Führung des Teams. Er entscheidet über die Aufstellung und nimmt Wechsel während des Spiels vor.
Manager im Baseballsport werden von bis zu sechs spezialisierten Trainern unterstützt. Üblich sind in den höheren Ligen hierbei folgende Spezialisierungen:
- Bench Coach – der zweite Mann hinter dem Cheftrainer, der sich während des Spiels im Dugout aufhält.
- Pitching Coach – verantwortlich für die Pitcher.
- Bullpen Coach – verantwortlich für die Relief Pitcher.
- Hitting Coach – verantwortlich für die Aus- und Weiterbildung der Schlagfähigkeiten.
- Base Coach – hat während des Spiels Blickkontakt mit den Baserunnern und koordiniert den jeweiligen Spieler in der Spielsituation. Hierbei sind folgende zwei Coaches üblich:
  - First Base Coach
  - Third Base Coach

## Erfolgreichste MLB Manager
Die folgende Tabelle zeigt die fünf Manager der Major League Baseball, die die meisten Siege erreichen konnten.
| Rang | Name          | Gewonnene Spiele |
| ---- | ------------- | ---------------- |
| 1    | Connie Mack   | 3.731            |
| 2    | John McGraw   | 2.763            |
| 3    | Tony La Russa | 2.728            |
| 4    | Bobby Cox     | 2.504            |
| 5    | Joe Torre     | 2.326            |

Die folgende Tabelle zeigt die fünf Manager der Major League Baseball, die die höchste Siegquote erreichen konnten.
| Rang | Name             | Siege in % |
| ---- | ---------------- | ---------- |
| 1    | Joe McCarthy     | 61,5       |
| 2    | Jim Mutrie       | 61,1       |
| 3    | Charlie Comiskey | 60,8       |
| 4    | Dave Roberts     | 60,6       |
| 5    | Frank Selee      | 59,8       |